# Carl Arnold Kortum
Œuvres principales
- La Jobsiade

Carl Arnold Kortum (né le 5 juillet 1745 à Mülheim, mort le 15 août 1824 à Bochum) est un écrivain allemand, médecin et historien local.

## Biographie

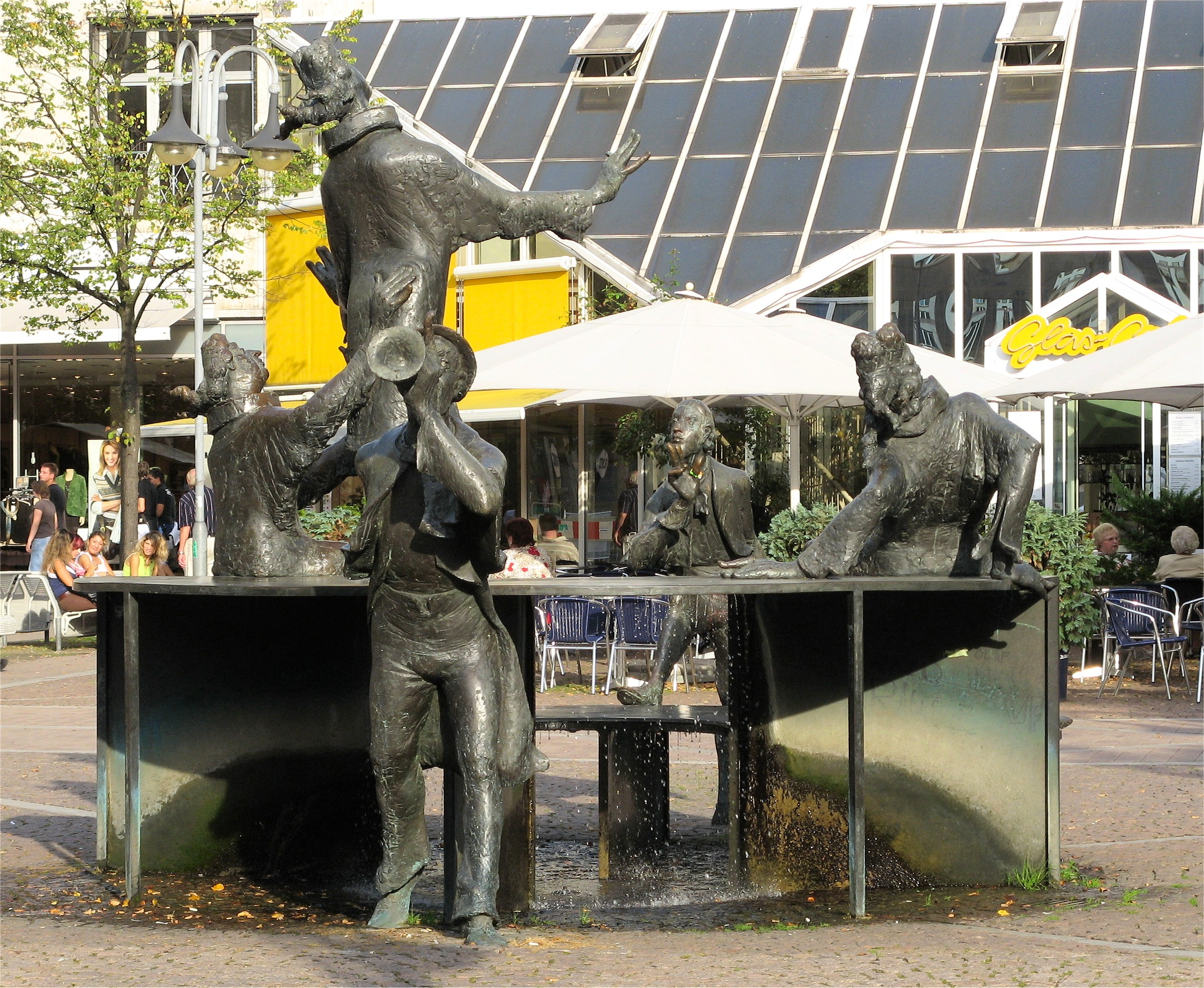
Scène de la Jobsiade à Bochum

Carl Arnold Kortum est le fils de Christian Friedrich et de sa femme Hélène Maria née Severin. Il va à un gymnasium de Dortmund de 1760 à 1763 puis étudie la médecine en 1766 à l'université de Duisbourg.
Après ses études, il installe son cabinet à Mülheim où il épouse Helene Margarethe Ehinger le 7 juin 1768. Il va à Bochum en 1770 et s'intéresse durant ses loisirs à l'histoire et à la géographie.
En 1784, il acquiert la célébrité avec sa satire contemporaine Leben, Meynungen und Thaten von Hieronymus Jobs dem Kandidaten, und wie er sich weiland viel Ruhm erwarb auch endlich als Nachtwächter zu Sulzburg starb  (Vie, opinions et faits du candidat Hieronymus Jobs, et comment il s'est donné une grande gloire soudaine et finalement mourut veilleur de nuit à Sulzburg), souvent appelée en résumé la Jobsiade.
En 1790, il écrit le premier livre sur l'histoire de Bochum dans lequel il établit une grande carte en couleur.
Une statue en bronze de Hieronymus Jobs orne la place de l'église à Mülheim ainsi que des représentations du livre et un buste de Kortum dans la ville de Bochum.

## Œuvre

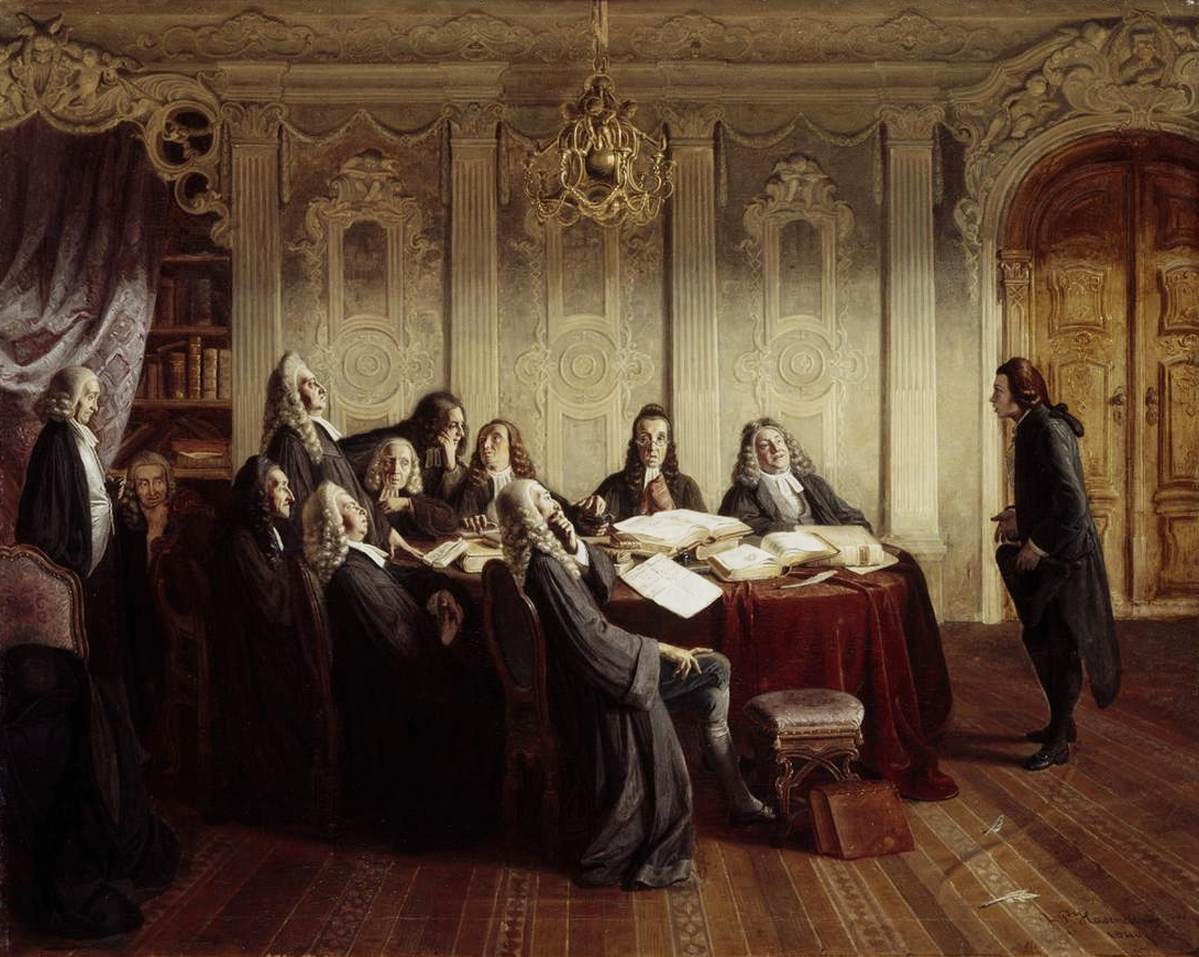
Johann Peter Hasenclever, Hieronimus Jobs en examen, 1840.

- Leben, Meynungen und Thaten / Von Hieronimus Jobs, dem Candidaten, / Und wie Er sich weiland viel Ruhm erwarb, / Auch endlich als Nachtswächter in Sulzburg starb. 1784 (Première édition de la première partie de la "Jobsiade"). Édition numérique en allemand
- Die Jobsiade. Ein grotesk-komisches Heldengedicht in 3 Theilen. 1799 (La Jobsiade. Un poème épique grotesque et comique en 3 parties, première édition complète de la "Jobsiade"). Édition numérique en allemand de 1857.
- Bienenkalender, oder wie sich ein Bienenwirth bey der Wartung der Bienen, nach jedem Monath zu verhalten habe. 1776. Édition numérique en allemand
- Grundsätze der Bienenzucht, besonders für die Westphälische Gegenden. 1776. Édition numérique en allemand.
- Der Märtyrer der Mode. Eine Geschichte satyrischen Inhalts. 1778.
- Nachricht vom ehemaligen und jetzigen Zustande der Stadt Bochum. In: Neues Westphälisches Magazin zur Geographie, Historie und Statistik, 1790, S. 49–80. Édition numérique en allemand.
- Gesundheitsbüchlein für Bergleute., 1798.
- Skizze einer Zeit- und Litterargeschichte der Arzneikunst von ihrem Ursprunge an bis zum Anfange des neunzehnten Jahrhunderts; für Ärzte und Nichtärzte; mit des Verfassers Portrait., 1809.